# Híres magyar gasztronómiai szerzők listája
| Ábécé szerinti tartalomjegyzék                                                                           |
| --- |
| A, Á B C Cs D Dz Dzs E, É F G Gy H I, Í J K L Ly M N Ny O, Ó Ö, Ő P Q R S Sz T Ty U, Ú Ü, Ű V W X Y Z Zs |

## A, Á
- Dr. Ambózy Ágoston borászati szakíró

## B
- Ballai Károly (1883-1947) gasztronómiai szakíró
- Bánhidi Sándorné a "Cili szakácskönyve" (1934) szerzője
- Bittera Dóra újságíró, Molnár B. Tamás felesége és szerzőtársa, az MGE korábbi elnöke
- Brüklerné Buday Ella szakácsnő, gasztronómiai író

## C, Cs
- Csáky Sándor (1890-1951) "A huszadik század szakácsművészete" szerzője
- Csemer Géza író, a roma gasztronómia szakértője
- Cserna-Szabó András író, újságíró, gasztronómiai szakíró
- Czelnai Eszter erdélyi szakácskönyvszerző az 1920-as évekből
- Cziffray István

## D
- Dobos C. József
- Domfalvi Dittmayer Andor gasztronómiai szakíró

## F
- F. Nagy Angéla Örkény István felesége, szakácskönyvszerző

- Foki Ferenc gasztronómiai szakíró

## G, Gy
- Gunda Béla történész, gasztronómiai szakíró
- Gundel Károly

## H
- Hangay Oszkár természettudós, több gasztronómiai és kertészeti témájú könyv szerzője
- Hauer J. M. "olcsó", "filléres" és hasonló elnevezésű pesti szakácskönyvek szerzője az 1840-es évekből
- Hegyesi József gasztronómiai szakíró
- Herman Ottó természettudós (A magyar konyha és a tudomány, A magyar halászat könyve)
- Horváth Ilona szakácskönyvíró
- Hüppmann Antal gasztronómiai szakíró

## I, Í
- Ignotus Hugó "Emma Asszony"

## K
- Kilián György könyvkiadó "A Valódi Szakácsság" (1843) kiadójának alapítója
- Dr. Kollmanné Lemhényi Dávid Andrea gasztronómiai szakíró
- Komáry Erzsébet gasztronómiai szakíró
- Környei János gasztronómiai szakíró
- Kövi Pál vendéglátóipari szakember, az "Erdélyi lakoma" szerzője
- Kugler Géza (valószínűleg Kugler Henrik ismert nevét meglovagoló szerzői álnév)
- Kürthy Emilné szerkesztő (Háztartási könyvtár)

## L
- Lénárd Sándor orvos, költő, író, műfordító és gasztrotörténész
- Löhnert Mátyás udvari szakács, a Magyar Szakácsok Köre elnöke 1913-tól, gasztronómiai szakíró

## M
- Magyar Elek az Ínyesmester
- Malatinszky Fanni szakácskönyvszerző
- Marencich Ottó szállodaigazgató, gasztronómiai szakíró
- Mittag Margit dietetikus gasztronómiai szakíró
- Molnár B. Tamás gasztronómiai szakértő, a magyar gasztronómia 21. századi forradalmának elindítója, az MGE alapítója
- Móra Ferencné szakácskönyvszerző
- Misztótfalusi Kis Miklós könyvkiadó, nyomdász, az első magyar szakácskönyv szerkesztője

## N, Ny
- Németh Zsuzsánna "Nemzeti szakácsné" gasztronómiai szakíró

## P
- Podruzsik Béla gasztronómiai szakíró
- Pollok László (1951–2020) mecénás, gasztronómiai szakértő, az Alexandra Étteremkalauz, majd a magyar Gault&Millau Kalauz alapítója

## R
- Radvánszky Béla báró történész, gasztronómiai szakíró
- Rapics Raymund tudós, gasztronómiai szakíró

## S, Sz
- Ságodi Ferenc gasztronómiai szakíró
- Schnitta Sámuel (1893-1968) gasztronómiai szakíró
- Szathmáry Lajos amerikai-magyar gasztronómiai szakíró
- Saint Hilaire Jozéfa (valószínűleg az Eggenberger könyvkiadó megbízásából működő szerkesztőcsoport írói álneve[1])
- Dr. Szekeres Józsefné gasztronómiai szakíró
- Szekula Teréz szegedi szakácskönyvszerző
- Szmuk Irén erdélyi magyar háztartástani szakíró

## T, Ty
- Tábori Kornél író, újságíró, műfordító, szerkesztő és gasztronómiai szakíró

## U, Ú, Ü, Ű
- Ujváry  Sándor gasztronómiai szakíró

## V, W
- Vajda Pierre a Dining Guide magazin és kalauz főszerkesztője, több tv-műsor szereplője
- Váncsa István író, újságíró, gasztronómiai szakíró

- Venesz József (1912–1978) gasztronómiai szakíró, minisztériumi osztályvezető
- Veres Mihály "A jó gazda-asszony..." szerzője
- Verhóczki István termékeny szakácskönyvszerző
- Vinkó József rádiós műsorvezető, a Magyar Konyha főszerkesztője, gasztronómiai szakíró
- Vízvári Mariska színésznő és szakácskönyvszerző
- Vörös Eszter színésznő és gasztronómiai szakíró

## Z
- Zelena Ferenc szakácskönyvszerző
- Zilahy Ágnes szakácskönyvszerző
- Z. Tábori Piroska szakácskönyvszerző